# 掌院

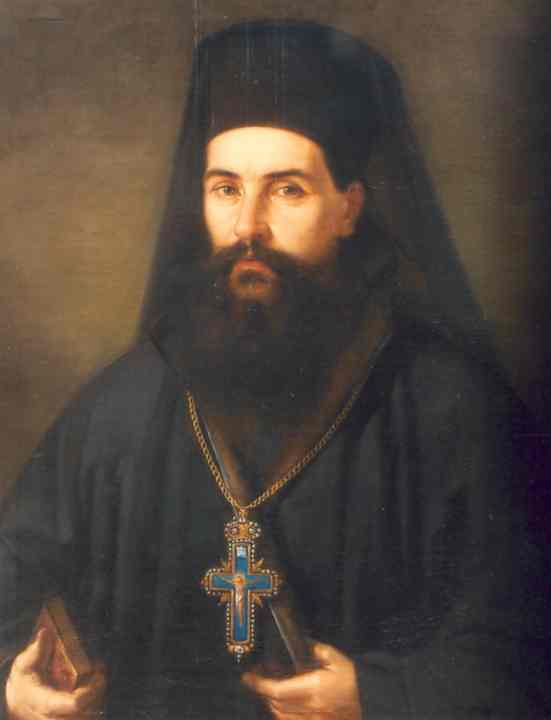
『掌院イオシフ』ルーマニア正教会の掌院が描かれている。リヤサを着用し、胸掛け十字架を身につけ、クロブークを被っている（画: ゲオルゲ・タッタレスクによる、1865年）。

掌院（しょういん）とは、正教会の修道司祭のうち、高位の修道司祭の称号であり、修道院を管轄する修道院長たる修道司祭の称号である。日本ハリストス正教会の訳語。
- ギリシャ語: Аρχιμανδρίτης
- ロシア語・ブルガリア語: архимандрит
- ウクライナ語: архімандрит
- 英語: Archimandrite

元来は典院より格上の、修道院を管轄する修道院長たる修道司祭の称号である。何人かの典院を監督する事を主教より委託された修道司祭にもこの称号が与えられることもあり、重要な修道院・大規模な修道院を導くことを任された修道司祭にもこの称号が与えられる。
19世紀以降、ロシア正教会では典院・掌院の称号のいずれもが名誉的な称号ともなり（無論依然としてロシア正教会にも修道院長の実体のある典院・掌院も存在している）、「主教候補」の意味合いで修道司祭がこれらに昇叙されるケースが増え、今日に至っている。管轄する修道院がそもそも日本に存在しなかったのに、日本に正教会を伝えた亜使徒聖ニコライが日本伝道初期に掌院に昇叙されたことはその好例である。